# Luingský skot
Luingský skot je plemeno skotu vyšlechtěné na skotském ostrově Luing. Na počátku stál masný anglický krátkorohý skot, který byl zkřížen se skotským náhorním skotem, kříženky byly dále zapouštěné highlandy a vzniklá populace se dále selektovala na masnou užitkovost. Plemeno bylo uznáno v roce 1965.
Je to skot středního tělesného rámce, pevné konstituce a dobrého osvalení. Trup zvířat je hluboký, končetiny spíše kratší, zvířata jsou rohatá, ale do některých stád byla přikřížena bezrohá plemena. Srst je dlouhá, zbarvení je nejčastěji červenohnědé nebo tmavohnědé, část zvířat je červeně plesnivá. Je nenáročný, vhodný i do drsného klimatu a k celoroční pastvě. Mateřské vlastnosti i mléčnost krav jsou výborné, snadno se telí, zvířata jsou dlouhověká a kvalita masa dobrá. Kromě čistokrevné plemenitby přinášejí dobré výsledky též užitková křížení s masným simentálem, limousinským či charolaiským skotem i s dalšími masnými plemeny.